# Christoph Graupner

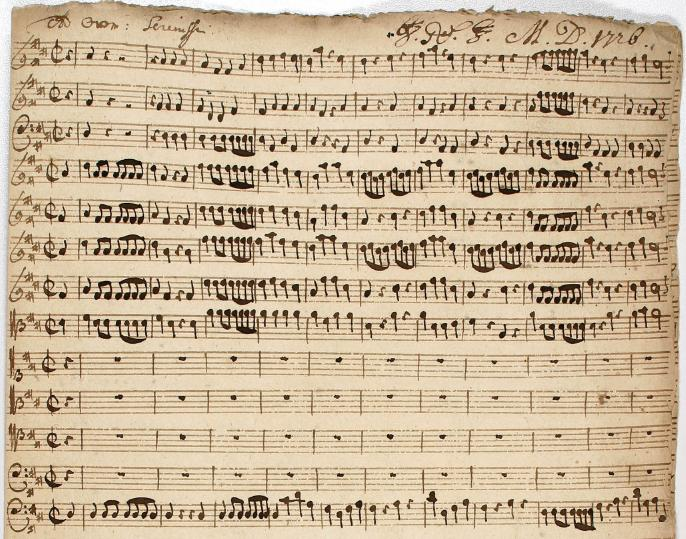
Manuskrypt kantaty Graupnera napisanej na urodziny landgrafa Ernsta Ludwiga w grudniu 1726 roku

Christoph Graupner (ur. 13 stycznia 1683 w Kirchbergu, zm. 10 maja 1760 w Darmstadt) – niemiecki kompozytor epoki późnego baroku.

## Życie
Studiował muzykę i sztukę kompozytorską w Thomasschule w Lipsku, gdzie nauczał go Johann Kuhnau. Jego kolegami było wielu przyszłych kompozytorów, m.in. Johann Friedrich Fasch i Johann David Heinichen.
W 1705 r. został klawicymbalistą w orkiestrze opery Hamburga, której dyrygentem był Reinhard Keiser. W orkiestrze pracował też jako skrzypek Georg Friedrich Händel. W Hamburgu działał wówczas również Johann Mattheson.
W 1711 r. Ernest Ludwik, landgraf Hesji-Darmstadt zatrudnił go jako kapelmistrza orkiestry dworskiej w Darmstadt, gdzie Graupner pracował do końca życia. Ok. 1715 roku z powodu kiepskiej sytuacji finansowej dworu musiał się przestawić na komponowanie kantat kościelnych. Landgraf rozwiązał wówczas całą orkiestrę, jednak kontrakt z Graupnerem pozostał w mocy.
W 1723 r. próbował opuścić landgrafa i znaleźć pracę w Lipsku, lecz władca się na to nie zgodził.

## Dzieła
Graupner pozostawił po sobie ogromny dorobek muzyczny. Skomponował ok. 2000 dzieł, wśród których znalazło się m.in. 1418 kantat kościelnych, 24 kantaty świeckie, 113 symfonii, 44 koncerty instrumentalne, 80 suit, 36 sonat, a także osiem oper.